# الدوري الأفغاني لكرة القدم 2016
الدوري الأفغاني لكرة القدم 2016 هو موسم من الدوري الأفغاني لكرة القدم. فاز فيه نادي شاهين أسمايي.